# Idaea subsaturata
Idaea subsaturata är en fjärilsart som beskrevs av Achille Guenée 1858. Idaea subsaturata ingår i släktet Idaea och familjen mätare. Inga underarter finns listade i Catalogue of Life.